# Sjömanshjärta
Sjömanshjärta (Dicentra cucullaria) är en art i familjen jordröksväxter vars naturliga utbredningsområde är nordvästra USA, centrala och nordöstra Nordamerika. Den odlas som trädgårdsväxt i Sverige.
Den är en flerårig ört med kort  jordstam och bär vita eller rosa blommor med äggrunda bulbiller. Bladen är alla basala, blådaggiga 2-3 upprepat parflikiga. Blommorna sitter 5-14 i en flock på en bladlös stängel och är doftlösa. De är lustigt formade, hjärtlika, vita med rosa anstrykning, spetsarna är gula eller orangegula. 